# Rurouni Kenshin: The Beginning
Rurouni Kenshin: The Beginning (jap. るろうに剣心 最終章 The Beginning Rurōni Kenshin: Saishūshō – The Beginning) – japoński film akcji z 2021 roku w reżyserii Keishiego Ōtomo, będący ekranizacją mangi Kenshin. Jest to piąta część serii filmów opartej na mandze Nobuhiro Watsukiego i została wyprodukowana wraz z filmem Rurouni Kenshin: The Final. Piosenką przewodnią filmu była Broken Heart of Gold w wykonaniu One Ok Rock.
Film jest prequelem i ukazuje, jak Kenshin Himura otrzymał swoją bliznę w kształcie krzyża. Koncentruje się na przeszłości Kenshina jako Zabójcy Battōsai w ostatnich latach bakumatsu, a także przedstawia jego związek z kobietą o imieniu Tomoe Yukishiro. 
W Polsce film dostępny jest za pośrednictwem platformy Netflix. 

## Obsada
- Takeru Satō – Kenshin Himura
- Kasumi Arimura – Tomoe Yukishiro
- Issei Takahashi – Kogorō Katsura
- Yōsuke Eguchi – Hajime Saitō
- Nijirō Murakami – Sōji Okita
- Kazuki Kitamura – Tatsumi
- Masanobu Andō – Shinsaku Takasugi
- Towa Araki – Enishi Yukishiro
- Shima Ōnishi – Iizuka
- Takahiro Fujimoto – Isami Kondō
- Sōkō Wada – Toshizō Hijikata
- Mansaku Ikeuchi – Katagai
- Mayu Hotta – Ikumatsu
- Makiko Watanabe – gospodyni
- Wataru Ichinose – Sumita
- Kinari Hirano – Nakajō
- Eita Okuno – Murakami
- Eiki Narita – Mumyōi Yatsume

## Produkcja
Filmy Rurouni Kenshin: The Final i Rurouni Kenshin: The Beginning były kręcone w tym samym czasie. Zdjęcia do obu filmów rozpoczęły się 4 listopada 2018 roku, a zakończyły 28 czerwca 2019 roku. Zdjęcia na dużą skalę prowadzono przez ponad 7 miesięcy w 43 lokalizacjach w całym kraju, m.in. w Kioto, Narze, Shiga, Mie, Hyōgo, Kumamoto, Hiroszimie, Tochigi, Saitama, Shizuoka, Osaka i Nagano. Na planie wykorzystano łącznie 6000 statystów.
2 kwietnia 2019 roku zapowiedziano datę premiery obu filmów na lato 2020 roku. Premiera została jednak przesunięta na wiosnę 2021 roku z powodu pandemii COVID-19 – na 4 czerwca 2021 roku.

## Odbiór
Z dniem 2 sierpnia 2021 roku box office filmu wyniósł 21,32 mln dolarów.